# Mastercam
Mastercam, izdelek podjetja CNC Software inc., je eden izmed najbolj razširjenih programskih paketov za CAM pripravo NC programov (Računalniško podprta proizvodnja) , predvsem zaradi preprostega in intuitivnega uporabniškega vmesnika, ter široke programske podpore. 

## Mastercam Moduli
- Mastercam Design: modul za 3D risanje (točke, črte, loki, krivulje) in modeliranje s površinami (Nurbs in parametrične površine). Modul ima naslednje vmesnike za prenos geometrije iz drugih CAD sistemov: DWG, DXF, STEP, Inventor, IGES, VDA-FS, STL, ASCII, Parasolid (X_T), Solidworks, Solidedge, Acis solid (SAT). Je osnova vsem ostalim modulom, na razpolago pa je tudi kot samostojen modul.
- Mastercam Solids: prostorninski modelirnik na osnovi jedra Parasolid.
- Mastercam Mill: modul za 2,5-osno rezkanje, čiščenje žepov, vrtanje in rezkanje 3D kontur.
- Mastercam Mill 3D: ima različne strategije grobe in fine obdelave površinskih in prostorninskih 3D in 2D modelov v poljubnih ravninah.
- Mastercam Lathe: grobo in fino struženje, zarezovanje in odrezovanje, rezanje navojev, vrtanje, C-os.
- Mastercam Wire: modul za programiranje žičnih erozij.